# Friedrich von Zollern (Prior)

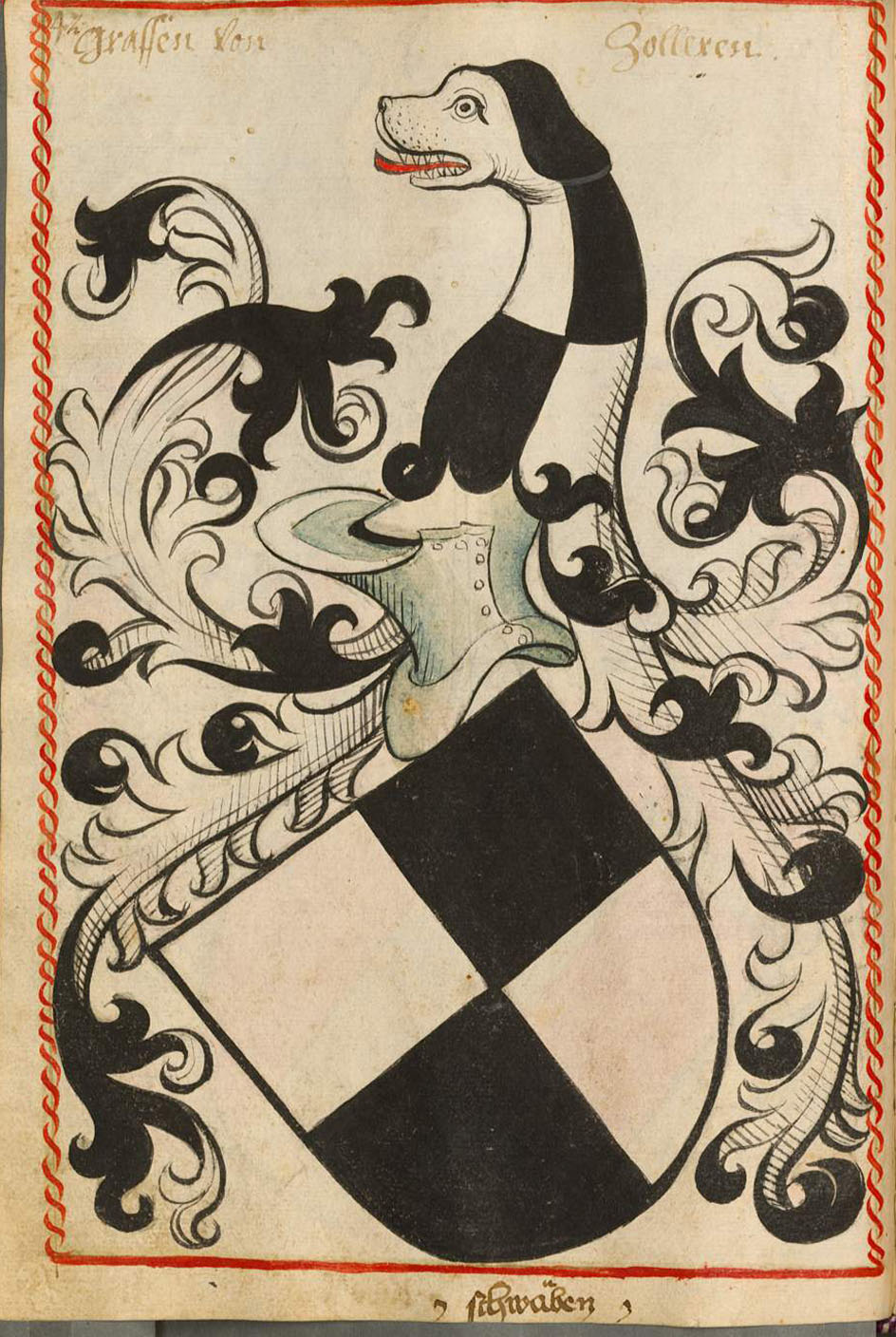
Wappen der Grafen von Zollern

Friedrich von Zollern (* um 1316; † 1. August 1407) war von 1392 bis 1398 Prior des Johanniterordens von Deutschland.

## Leben und Karriere
Friedrich von Zollern wurde um/nach 1316 als Sohn des Grafen Friedrich von Zollern, genannt Ostertag, aus der schwäbischen Linie der (Hohen-)Zollern geboren. Schon am 3. Juli 1327 erhielt Friedrich von Zollern die Anwartschaft auf eine Kanonikerstelle in Augsburg. Er studierte von 1341 bis 1343 in Bologna und wurde 1346 Domherr in Augsburg. Einige Jahre später gab er sein Domherrenamt auf und trat unter Großmeister Dieudonné de Gozon (Amtszeit: 1346 bis 1353) in den Johanniterorden ein. Die folgenden Jahre verbrachte er vermutlich in Rhodos und kehrte erst 1361 nach Deutschland zurück. In der Teilung des elterlichen Erbes unter seinen Brüdern Friedrich von Zollern genannt Schwarzgraf und Friedrich von Zollern genannt der Straßburger im Jahr 1362 wird auch Graf Friedrich von Zollern unser bruder der sant iohanser erwähnt.
Schon 1361 hatte Friedrich von Zollern (der Johanniter) die zwei Kommenden Rohrdorf und Dätzingen erhalten, denen er bis 1384 vorstand. Von 1368 bis 1369 war auch er Kommendator in Bubikon. 1371 war er auf die Kommende in Villingen gewechselt, die er bis 1395 behielt. 1371 und 1372 war er auch Kommendator in Hemmendorf. 1382 war er Mitunterzeichner des Heimbacher Vergleiches, mit dem die Ballei Brandenburg des Johanniterordens eine weitgehende Autonomie von der Ordenszentrale erhielt. Schon 1392 ist er Statthalter des Priors in Deutschland.
1396 nahm er fast 80-jährig am Feldzug des damaligen ungarisch-kroatischen Königs und späteren deutschen Königs und Kaisers des Heiligen Römischen Reiches Sigismund und eines überwiegend französisch-burgundischen Kreuzfahrerheeres gegen die Osmanen auf dem Balkan teil. Nach der schweren Niederlage des christlichen Heeres in der Schlacht von Nikopolis am 25./26. September 1396 deckte er den Rückzug des Rest-Heeres mit König Sigismund und dem Johanniter-Großmeister Philibert de Naillac über die Donau abwärts zum Schwarzen Meer und ins Mittelmeer. 1398 legte er das Amt eines Priors von Deutschland nieder. Er soll noch 1405 an einem Feldzug nach Kleinasien und der Eroberung der Festung Bodrum (das frühere Halikarnassos) beteiligt gewesen sein. Hier errichtete der Johanniterorden die Festung St. Peter, die er bis zur Eroberung von Rhodos halten konnte. Friedrich von Zollern ist wohl über 90-jährig am 1. August 1407 in Rhodos gestorben.

## Anmerkung
1. ↑  Leider ist ein Teil der von Veronika Feller-Vest geschilderten Biographie dieses Friedrich von Zollern fehlerhaft. Nach der von ihr auch referenzierten Urkunde Nr. 289 in Monumenta Zolleriana gab es drei Brüder Friedrich, Söhne des obigen Friedrich genannt Ostertag, von denen einer der regierende Graf (später Schwarzgraf genannt), der zweite Domherr in Straßburg war (später der Strassburger genannt), und der dritte Bruder Domherr in Augsburg war (der später Johanniter wurde). Zur weiteren Komplizierung trägt bei, dass auch ihr Pfleger Friedrich von Zollern hieß und es zeitlich in anderen Linien der Zollern weitere Personen namens Friedrich gab.

| Personendaten    | Personendaten              |
| ---------------- | -------------------------- |
| NAME             | Friedrich von Zollern      |
| ALTERNATIVNAMEN  | Friedrich Graf von Zollern |
| KURZBESCHREIBUNG | Prior                      |
| GEBURTSDATUM     | 14. Jahrhundert            |
| STERBEDATUM      | 1. August 1407             |
| STERBEORT        | Rhodos                     |